# TBS (marca)
TBS argentina es una marca replica de origen francesa nacida en 1975, cuya siglas significan "Terra Batut Santetic". En español es tierra batida sintética. Es decir, polvo de ladrillo.

## Historia
Es la marca proveedora de los courts de tenis de Roland Garros.
A partir de allí, la marca fue incursionando en calzado de tenis hasta llegar a vestir, en calzado y e indumentaria, al francés Guy Forget. No solo en tenis recaló TBS sino que comenzó a incursionar, a partir de los años ’80, en yachting con un éxito tan grande en el calzado especial para dicho deporte y en la indumentaria que actualmente patrocina a los campeones mundiales de yachting o navegación a vela.
En la Argentina esta marca comenzó por los años ´90 patrocinando a Daniel Scioli cuando corría en la embarcación Gran Argentina. Durante toda la década de 1990 se posicionó en la navegación tanto a motor como a vela.
En 2000, se hizo un acuerdo para patrocinar a ocho de los dieciséis equipos de la Liga Nacional de Básquet (Gimnasia y Esgrima de la Plata, Libertad de Sunchales, Atenas de Córdoba, Quilmes de Mar del Plata, Regatas de San Nicolás, Independiente de General Pico, Boca Juniors y Estudiantes de Bahía Blanca) para la Liga 2001/ 2002 con mucho éxito. En dicha temporada, Atenas de Córdoba salió campeón con la Marca TBS. También ahí se produjo el retiro de la actividad profesional de Marcelo Milanesio y, a su vez, otro de los equipos patrocinados por TBS, Libertad de Sunchales, se coronaba campeón de la Liga Sudamericana de Básquet.
En 2002, se sella un contrato por cuatro años con el Club Atlético Newell's Old Boys de Rosario; no solo en indumentaria deportiva sino en lo que respecta a la Indumentaria del Centenario que se produjo en noviembre de 2003. Tuvieron la satisfacción de ver coronado Campeón en diciembre de 2004 al Club con la marca TBS.
Así mismo, en 2003 se firmó un contrato con el Club Atlético Belgrano de Córdoba no solo en lo que respecta a la indumentaria deportiva sino también a la camiseta del Centenario que se produjo en marzo de 2005.
A su vez, en 2005 se firman dos contratos: uno de ellos, para vestir al Club Atlético Nueva Chicago, hasta el 2009. El otro, con el Club Atlético Chacarita Juniors para fabricar y comercializar la camiseta del Centenario del club.
A fines del año 2006 se firmó contrato con el Club Atlético Chacarita Juniors para vestirlos hasta diciembre del año 2012.
En julio de 2009 comienza a vestir al Club Atlético Unión (Santa Fe) duró hasta 2019.

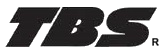
Variante del logo de TBS

En 2011 viste al Club Deportivo Morón hasta el 2014.
En junio de 2014 anunció vestir al Club Atlético Huracán, a partir del mes de octubre, finalizó en contrato en 2021. 
En octubre del mismo año firmó con Arsenal Fútbol Club, fue estrenado el 16 de marzo en el Partido con River.
Internacionalmente, TBS vistió a Durazno Fútbol Club, equipo de la liga uruguaya.